# Cultura Aconcagua
Con el nombre de cultura Aconcagua o Aconcaguas se conoce aquella población indígena del período Neolítico tardío (en la denominación global) o período Agroalfarero Intermedio Tardío (en la denominación regional) que habitó la actual zona del territorio de Chile comprendida entre los ríos Aconcagua por el norte, especialmente el llamado valle del Aconcagua, y el Cachapoal por el sur, aproximadamente entre los años 900 y 1536, cuando se produjo la llegada de los españoles. En la zona litoral central de Chile, se extendía en la zona comprendida por Algarrobo, El Quisco, Llolleo, El Tabo, Las Cruces, Rocas de Santo Domingo, Cartagena y el área de El Convento, Tejas Verdes y zonas del valle central del Mapocho, actual Santiago. Fueron denominados Promaucaes por los Incas , quienes los agruparon junto a poblaciones más australes como los diaguitas y mapuches , cuyos rasgos son muy parecidos (probablemente hayan compartido la lengua de dicho pueblo) bajo este término. La Historiografía los denomina Picunches, en particular, en la época de llegada de los españoles.

## Desarrollo
La cultura Aconcagua presenta muy pocos factores en común con sus predecesores, la tradición Bato y la cultura Llolleo. Recibió influencias desde el Altiplano y desde lo que luego sería el Noroeste de Argentina.

### Período Agroalfarero Intermedio Tardío
Junto con la cultura Aconcagua, se recibió en el valle de Aconcagua el influjo de la llamada cultura diaguita chilena, con sus técnicas alfareras y trabajo agrícola, dando forma al Complejo Cultural Aconcagua-Diaguita-Incaico, pues en el siglo XV se hizo efectiva en esa zona la dominación del Imperio inca, que se estableció en esta comuna y sus alrededores, con el fin de realizar la explotación agrícola de los suelos quillotanos.

### Organización social

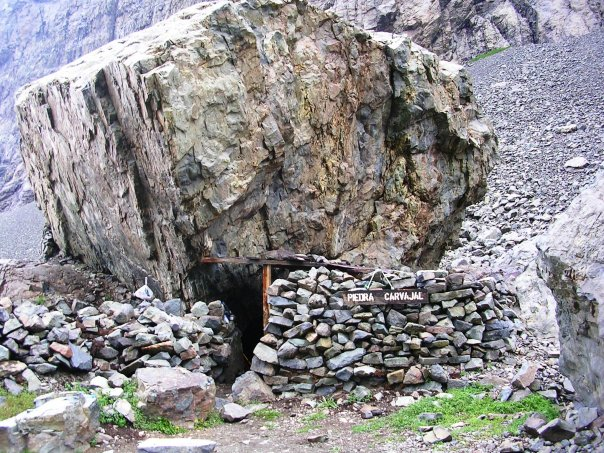
Casa Piedra Carvajal en la zona de Farellones Chile, originada en la Cultura Aconcagua

Se componía de grupos familiares no muy extensos en los que se reconocía la autoridad del jefe de familia. No existían grandes diferencias sociales y se jeraquizaba por las capacidades de cada cual, como sociedad cooperativa. Se asentaban en el valle en relación con esteros y ríos o a una actividad específica. Sus poblados eran de aproximadamente 10 casas, construidas de quincha, de familias generalmente ligadas por parentesco o afinidad de labores productivas. Mientras los asentamientos de la costa estaban dedicados especialmente a la recolección de mariscos, los de la cordillera se relacionaban con la explotación de minas de cobre, como los que explotaban desde el siglo III la actual mina La Disputada de Las Condes. Todavía se encuentran restos en zonas cordilleranas de Santiago, como en Farellones o en el santuario de la naturaleza Yerba Loca.

### Agricultura
La cultura Aconcagua se dedicó a labores agrícolas de tala y roza, entre las que destacó el cultivo del maíz, la papa, los porotos, la quinua y el zapallo. La recolección de vegetales silvestres ocupó también un lugar importante, especialmente en el caso de los frutos del algarrobo.

### Caza y pesca
Se dedicó a la caza y la extracción de mariscos en las zonas costeras.

### Ganadería
Practicó una ganadería somera sobre la base de la crianza de camélidos.

### Alfarería
La alfarería es la expresión artesanal más conocida de la cultura Aconcagua. Conocida como Aconcagua Salmón Hay vasijas abiertas, principalmente escudillas y vasijas restringides, como jarros, los cuales presentan diseños principalemte geométricos. La cerámica era de color salmón y estaba dibujada encima con trazos de color negro, en zigzag, de líneas rectas, triángulos con una especie de pestaña y, especialmente, un típico diseño de aspas denominado trinacria. En el valle del Mapocho, este tipo con sus variantes tipológicas, fue seguido del "Aconcagua rojo engobado" y el "Aconcagua pardo aislado". Por su parte en el valle del Aconcagua, el tipo Aconcagua Rojo Engobado es mucho más frecuente que el Aconcagua Salmón el cual se relaciona en esta zona, a los tiempos de la presencia incaica.

#### Sentido de rotación de la trinacria
Tal como la esvástica, la trinacria tenía sentido de giro tanto a derecha como a izquierda. Y esto tenía relación al valle donde se usaba, con una fuerte implicación valórica de su sociedad respecto a las jerarquías de los sexos y valores en lo cotidiano.
- El valle de los ríos Maipo y Mapocho presentaba una composición derecha, es decir:
  - Trinacrio orientado a la derecha
  - Bipartición de motivo interior y exterior
  - Cuadripartición de motivo interior y exterior
- El valle del río Aconcagua presentaba una composición izquierda, es decir:
  - Trinacrio orientado a la izquierda
  - Bipartición de motivos interior y exterior
  - Tripartición de motivos interior
  - Cuadripartición de motivos exterior.

Esto implicaba una diferencia de valores en los dos valles contiguos para una misma cultura.

### Arte parietal de Aconcagua
En la cordillera y pre-cordillera de Chile Central, en grandes paredes rocosas y también en bloques monolíticos se pueden ver manifestaciones de arte rupestre del tipo petroglifos. Adoptan la forma de letras  guardando las proporciones de las letras mayúsculas del tipo Times New Roman, específicamente en lo que dice relación a su equilibrios, punto de tensión, dirección, pesos y movimientos.

### Ritos funerarios
Enterraban a sus muertos bajo montículos de tierra denominados túmulos o ancuviñas. En estos se encuentra una gran cantidad de pucos, cuencos, ollas, botellas, decorados en su mayoría con figuras geométricas (trinacria). Recibieron influencias culturales, especialmente de pueblos situados más al norte, como los incas y diaguitas. Con la llegada del hombre europeo, se inició su proceso de mestizaje.

## Influencia del Imperio y la civilización incas
Posiblemente siendo en un inicio determinados por los Incas como promaucae, con la llegada de la invasión inca del Chile central, los Aconcagua adquirieron mucha de la tecnología y cultura de estos.

## Proyección actual
Actualmente se pueden encontrar elementos de esta cultura en diversas manifestaciones, como en los bailes chinos. Entre estos destaca especialmente el uso de una flauta que produce un sonido muy particular, llamado rajado, el cual es el mismo que se encuentra en las flautas Aconcagua desenterradas arqueológicamente.
Cada día más se están realizando recreaciones de la Cultura Aconcagua.

## Últimos hallazgos
El 18 de septiembre de 2004, mientras se realizaban excavaciones en el sector de Algarrobo, se encontró una gran cantidad de materiales de la cultura Aconcagua, entre ellas tres vasijas cerámicas completas y distintos utensilios líticos.
En octubre de 2004, cuando se efectuaban labores agrícolas en la zona rural de Llolleo, se encontraron osamentas, utensilios de piedra y trozos de cerámicas en un sitio funerario y de vivienda de la cultura Aconcagua.